# أوكان أيدين
أوكان أيدين (8 مايو 1994 في ألمانيا - ) هو لاعب كرة قدم تركيا وألماني في مركز جناح ‏. شارك مع منتخب ألمانيا تحت 16 سنة لكرة القدم ومنتخب ألمانيا تحت 17 سنة لكرة القدم ومنتخب ألمانيا لكرة القدم تحت 18 سنة ومنتخب تركيا تحت 19 سنة لكرة القدم ومنتخب تركيا تحت 20 سنة لكرة القدم. أما مع النوادي، فقد لعب مع إسكيشهرسبور وباير 04 ليفركوزن وBayer 04 Leverkusen II ‏ وFC Rot-Weiß Erfurt ‏.

## وصلات خارجية
- أوكان أيدين على موقع الاتحاد الدولي (مؤرشف)  (الإنجليزية)
- أوكان أيدين على موقع الاتحاد الأوربي (الإنجليزية)
- أوكان أيدين على موقع اتحاد تركيا (لاعب) (الإنجليزية)
- أوكان أيدين على موقع قاعدة بيانات كرة القدم.إي يو (الإنجليزية)
- أوكان أيدين على موقع بيانات كرة القدم. دي إي (الألمانية)
- أوكان أيدين على موقع Soccerway.com (الإنجليزية)
- أوكان أيدين على موقع عالم كرة القدم.نت (الإنجليزية)
- أوكان أيدين على موقع AS.com (الإسبانية)